# Hospet, Hangal
Hospet là một làng thuộc tehsil Hangal, huyện Haveri, bang Karnataka, Ấn Độ.